# Kostel svaté Markéty (Mírov)
Kostel svaté Markéty je barokní stavba z 2. poloviny 17. století postavená v areálu hradu Mírov podle projektu Giovanniho Pietra Tencally. Hradní komplex s kostelem sv. Markéty je od r. 1958 zapsán na seznamu kulturních památek. 

## Historie
Barokní kostel nechal postavit v rámci přestavby hradu Mírov po třicetileté válce biskup Karel II. Eusebius z Lichtenštejna-Kastelkornu v letech 1664–1687 . Na přestavbu celého hradního areálu osobně dohlížel a kostel posvětil. Kostel stojí v omezeném prostoru dřívějšího předhradí mezi vnější hradbou a hradebním příkopem, v blízkosti vstupní brány. Nahradil zde původní hradní kapli z r. 1475, která byla zničena během třicetileté války. Projekt podélné stavby s nesymetrickým průčelím je dílem italského architekta G.P.Tencally.
V roce 1778 shořela střecha věže po zásahu blesku. V roce 1789 byl kostel prodloužen o přízemní přístavbu. Při přestavbě v letech 1833–1848 byla nízká sakristie přestavěna do stejné úrovně jako navazující presbytář a do zvětšeného prostoru byl posunut hlavní oltář. Podél severní strany kostela byla postavena dlouhá nízká chodba, v níž měla být umístěna nová sakristie.
Kostel byl využíván k bohoslužebným účelům nejen pro osazenstvo věznice, ale také pro obyvatele obce Mírov. Od roku 1950 byly bohoslužby zrušeny a kostel byl využíván jako skladiště. Část inventáře byla přestěhována do nově postaveného kostela sv. Panny Marie pomocnice křesťanů v Mírově. V roce 1952 došlo k požáru, při němž shořela střecha a všechny dřevěné části kostela, poškozeny byly štukové omítky a zničeny všechny uskladněné zásoby. Proti záměru velitelství věznice poničený kostel zlikvidovat se postavil památkový ústav. V roce 1952 bylo vydáno rozhodnutí o obnově kostela, ale teprve po šesti letech byl kostel zastřešen. Po dalších stavebních úpravách byl využíván jako výrobní dílna.
Po roce 1989 byl vypracován návrh komplexní rekonstrukce kostela do podoby podle původního projektu. Po dokončení stavebních prací byl instalován nový oltářní stůl, lavice a další zařízení. Boční stěny byly vyzdobeny čtrnácti plastikami křížové cesty od zlínské sochařky Otilie Šuterové-Demelové. Do věže byl zavěšen jeden ze dříve odstraněných zvonů a do průčelí nad hlavní portál byl zasazen restaurovaný erb biskupa Karla II. z Lichtenštejna-Kastelkornu. Obnovený kostel posvětil 30. října 1994 olomoucký biskup Josef Hrdlička. Kostel je využíván k ekumenickým bohoslužebným účelům i kulturním akcím. V některých zdrojích se nepřesně uvádí zavěcení sv. Máří Magdaleně, správně je však zasvěcení sv. Markétě. 

## Popis
Kostel je stavba obdélného půdorysu s odsazeným kněžištěm zaklenutým výraznou kupolí. V průčelí kostela je asymetricky umístěna předsunutá hranolová věž zakončená cibulovou bání s lucernou.
Fasáda lodi je členěna lizénovými rámy a zakončena průběžnou výrazně profilovanou římsou, na kterou v průčelí dosedá volutový štít s oknem rámovaným pilastry. Štít je zakončen dvojramenným křížem. Tříosé průčelí je členěno pilastry s římsovými hlavicemi. Mezi pilastry jsou niky zaklenuté konchou s mušlí, v nichž zůstaly zachovány podstavce pro plastiky. Nad nikami jsou trojúhelnikové římsy, nad střední nikou půlkruhové okno. V této části průčelí se nachází hlavní vstup do kostela s biskupským erbem a kolmo k němu samostatné dveře do věže. Představěná věž na levé straně průčelí má až po průběžnou římsu stejné členění. Zvonicové patro je prolomeno okny s půlkruhovými záklenky a členěno nárožními lizénami.  K presbytáři přiléhá nízká sakristie.
Interiér členěn pilastry, které jsou spojeny stupňovitou profilovanou římsou. Loď je zaklenuta valeně s lunetami, v jejichž ose jsou prolomena půlkruhová okna spodní částí dosedající na římsu. Strop nad presbytářem tvoří výrazná kopule. Vstupní část lodi je horizontálně rozdělena jednoduchou arkádou, na které je umístěna zděná kruchta. Jednoduchá světlá výmalba bez ozdob podtrhuje působivost architektonického řešení prostoru. Výzdobu tvoří jen velký oltářní obraz a čtrnáct plastik křížové cesty.

## Zámecká kaple
Na hradě Mírov byla ve třetí čtvrtině 19. století vybudována zámecká kaple zasvěcená Neposkvrněnému početí Panny Marie. Tento kostel byl postaven v novorománském slohu a tvořil západní křídlo horního hradu. Začátkem padesátých let 20. století byl přeměněn na výrobní prostory.